# Étreux
Étreux település Franciaországban, Aisne megyében. Lakosainak száma 1455 fő (2022. január 1.). Étreux Boué, La Neuville-lès-Dorengt, Oisy, Vénérolles és Wassigny községekkel határos.

## Népesség
A település népessége az elmúlt években az alábbi módon változott:
| Lakosok száma | 1588 | 1839 | 1754 | 1642 | 1481 | 1482 | 1459 | 1420 | 1454 | 1455 |
|               | 1968 | 1982 | 1990 | 2006 | 2013 | 2015 | 2017 | 2019 | 2020 | 2022 |